# Metopocoilus maculicollis
Metopocoilus maculicollis är en skalbaggsart som beskrevs av Audinet-serville 1832. Metopocoilus maculicollis ingår i släktet Metopocoilus och familjen långhorningar. Inga underarter finns listade i Catalogue of Life.